# A Lot Like Love
A Lot Like Love (distribuida en castellano como El amor es lo que tiene o Muy parecido al amor) es una película estadounidense de 2005, dirigida por Nigel Cole y protagonizada por Amanda Peet, Ashton Kutcher, Taryn Manning, Kal Penn, Kathryn Hahn y Ali Larter.

## Sinopsis
Oliver y Emily parecen destinados a enamorarse. Oliver se acaba de graduar y busca el éxito en los negocios, mientras que Emily es una rebelde amante de la libertad y la espontaneidad. Cuando los dos polos opuestos se encuentran en un vuelo de una punta del país a la otra, saltan chispas, pero parece que lo que surge entre ellos no es más que una simple relación esporádica. Sin embargo, ninguno puede olvidar al otro y durante seis años seguirán encontrándose en diferentes lugares y situaciones. Siguen con sus carreras, sus relaciones y sus rupturas cada uno por su lado, pero poco a poco se van convirtiendo en amigos íntimos que se lo cuentan todo. Aunque siempre con la duda de si su relación es una buena amistad, un desastre romántico o algo que se podría definir como amor.

## Comentario
Nigel Cole (Las chicas del calendario) es el director de esta película sobre la tortuosa experiencia de encontrar una pareja en el mundo de hoy día. Protagonizada por Ashton Kutcher (El efecto Mariposa) y Amanda Peet (Falsas apariencias), esta es una versión contemporánea de las tradicionales comedias románticas, una historia de mala sincronización entre dos personas que deben luchar para descubrir si realmente están enamoradas.

## Reparto
- Amanda Peet ..... Emily Friehl
- Ashton Kutcher ..... Oliver Martin
- Kathryn Hahn ..... Michelle
- Kal Penn ..... Jeeter
- Ali Larter ..... Gina
- Taryn Manning ..... Ellen Martin
- Tyrone Giordano ..... Graham Martin
- Amy Aquino ..... Diane Martin
- Gabriel Mann ..... Peter
- Jeremy Sisto ..... Ben Miller
- Moon Bloodgood ..... Bridget

## Producción
La película fue rodada en Nueva York, Los Ángeles y Antelope Valley.

### Banda sonora
| N.º | Título                   | Artistas         | Duración |  |
| 1.  | «Semi-Charmed Life»      | Third Eye Blind  | 4:27     |  |
| 2.  | «Walkin' on the Sun»     | Smash Mouth      | 3:25     |  |
| 3.  | «Save Tonight»           | Eagle Eye Cherry | 3:52     |  |
| 4.  | «Mint Car»               | The Cure         | 3:29     |  |
| 5.  | «Mad About You»          | Hooverphonic     | 3:43     |  |
| 6.  | «Trouble»                | Ray LaMontage    | 3:59     |  |
| 7.  | «Know Nothing»           | Travis           | 2:59     |  |
| 8.  | «If You Leave Me Now»    | Chicago          | 3:56     |  |
| 9.  | «Brighter Than Sunshine» | Aqualung         | 4:01     |  |
| 10. | «Hands of Time»          | Groove Armada    | 4:21     |  |
| 11. | «Look What You've Done»  | Jet              | 3:50     |  |
| 12. | «Breathe (2 AM)»         | Anna Nalick      | 4:39     |  |
| 13. | «Maybe It's Just Me»     | Butch Walker     | 3:20     |  |
| 14. | «I'll be there for you»  | Bon Jovi         | 3:20     |  |